# جليونيم
جليونيم اسم استخدمه النساخ اليهود بين 100 و135 م للإشارة إلى الأناجيل.

## تلاعب بالكلمات
قام الحاخام مئير اليوناني الأصل بالتلاعب بكلمة ἐυαγγέλιον (إنجيل) بترجمتها مثل كلمة «لا قيمة [أن يكتب] على صحيفة». بينما سمى الحاخام يوحنن الإنجيل «أون هجلون» أي صحيفة الذنب، وأشار فقط إلى إنجيل واحد.

## أمثلة في التلمود
في المقطع المقتطف أدناه لا تعني كلمة جليون أناجيل ثلاثة أو أربعة بل عدة نسخ للكتاب نفسه.

كتب جليونـ[يم] و[كتب] المينيم (اليهود المسيحيين) لا تنقذ من النار، بل يجب حرقها مع أسماء الله المكتوبة فيها. قال ر. يوسي الجليلي: «في أيام الأسبوع تقطع منها أسماء الله وتخفى بينما يحرق الباقي.»... وقال ر. إشمعيل: «لا تنقذ من النار ولا تنقذ من الاهتراء أو إذا ما وقعت في الماء أو أصابها ضرر آخر»

## اقتطافات تلمودية من الأناجيل
اقتطف الإنجيل مرتين في حادثة في بابل: «الأب جمليئل الثاني (حوالي 100 م) وأخته زوجة الحاخام إليعزر كانا يسكنان قرب فيلسوف له سمعة رفض الرشوة. أرادت السخرية منه فأخذت شمعدان ذهب إليه وقالت: أريد أن أكون شريكة إرث، فأجاب: قسمي. قالت: مكتوب في التوراة:» لا ترث البنت إن كان هناك ابن«أجاب: بما أنك منفية من أرضك فقد ألغيت توراة موسى وحل مكانها الإنجيل الذي فيه:» يرث الابن والبنت معا«. أحضر جمليئل إليه حمارا ليبيا في اليوم التالي فقال الفيلسوف:» أطع أمر الإنجيل الذي كتب فيه: «لم أت لأنقص تعليم موسى بل لأضيف عليه» ومكتوب في التوراة: إذا كان هناك ابن لا ترث البنت«فقالت المرأة له: ليضيء نورك كالشمعة، وقال جمليئل: أتى الحمار وهدم الشمعدان.»
لا يمكن التأكد بأن هذه الشريعة الجديدة عن حق البنات بالإرث كانت موجودة في الإنجيل العبري الأصلي، وغير ذلك لا يوجد ذكر للأناجيل في التلمود أو المدراش.